# Kokoszki

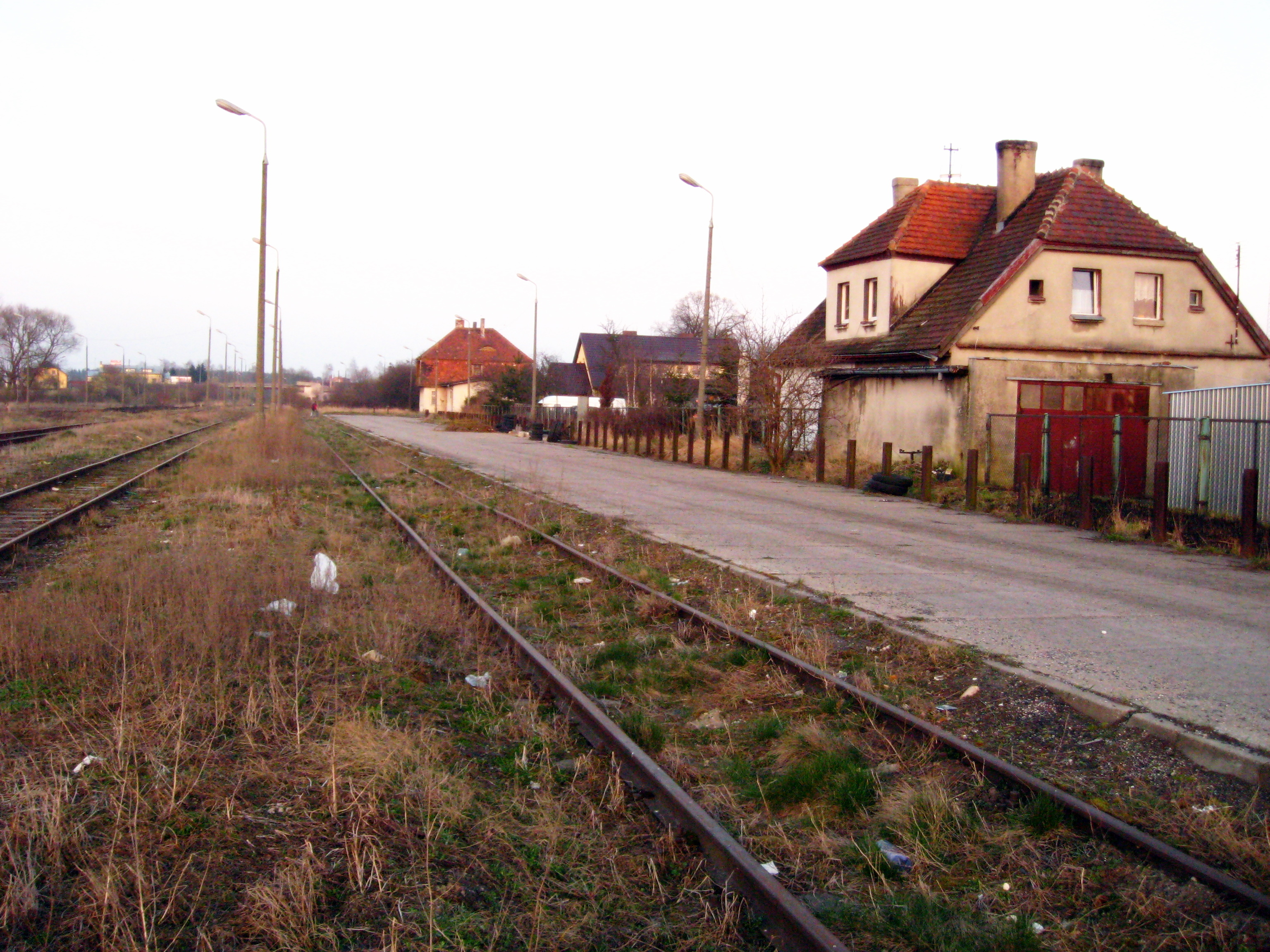
Ga xe lửa Kokoszki (đóng cửa)

Kokoszki (tiếng Đức: Kokoschken) là một trong những khu phố của thành phố Gdańsk, Ba Lan. Trong Thế chiến thứ hai Kokoszki là một địa điểm của hai trại tập trung của Đức: Danzig-Burggraben và Kokoschken, đó là tiểu trại SS (Außenlager) của trại tập trung và trại tiêu diệt KL Stutthof nằm cách đó 34 kilômét (21 mi) về phía đông của Gdańsk.
Trại Gdańsk-Kokoszki hoạt động từ ngày 13 tháng 9 năm 1944 với các tù nhân đến từ Ba Lan, Pháp, Hà Lan, Litva, Latvia, Đức và Hungary, chủ yếu là người gốc Do Thái. Chuyến vận chuyển đầu tiên mang lại khoảng 500 phụ nữ. Trong vài tuần, con số đã tăng lên 1.600. Vào mùa đông năm 1945, người Ba Lan bị giam giữ bởi văn phòng Gestapo ở Gdańsk đã được gửi đến. Các tù nhân được giữ trong doanh trại POW từ nơi họ được vận chuyển hàng ngày bằng tàu hỏa đến xưởng đóng tàu Schichau-Werke, để làm việc hai ca tàu 12 giờ và nơi trú ẩn chống đột kích. Các tù nhân đã nhận được khẩu phần nửa lít nước súp và 250 gram bánh mì mỗi ngày; không đủ để duy trì khả năng làm việc của họ. Không có quần áo thích hợp trong mùa đông. Mọi người đã chết với số lượng lớn do dịch bệnh, tai nạn tại nơi làm việc và bị đánh đập bởi lính canh. Tài liệu lưu trữ chỉ ra rằng việc đối xử như vậy đã phổ biến vào cuối năm 1944. Xác chết được đốt trong lò hỏa táng nhưng cũng được chôn cất trong các ngôi mộ tập thể tại nghĩa trang ở Zaspa.